# Cantón de Sens-Sureste
El cantón de Sens-Sureste era una división administrativa francesa, que estaba situada en el departamento de Yonne y la región de Borgoña.

## Composición
El cantón estaba formado por ocho comunas, más una fracción de la comuna que le daba su nombre:
- Maillot
- Malay-le-Grand
- Malay-le-Petit
- Noé
- Passy
- Rosoy
- Sens (fracción)
- Vaumort
- Véron

## Supresión del cantón de Sens-Sureste
En aplicación del Decreto n.º 2014-156 de 13 de febrero de 2014, el cantón de Sens-Sureste fue suprimido el 22 de marzo de 2015 y sus 9 comunas pasaron a formar parte; tres del nuevo cantón de Brienon-sur-Armançon, tres del nuevo cantón de Sens-2, dos del nuevo cantón de Villeneuve-sur-Yonne y la fracción de la comuna que le daba su nombre se unió con las demás fracciones para que, por medio de una reestructuración cantonal, fueran creados los nuevos cantones de Sens-1 y Sens-2.